# Powellia australis
Powellia australis är en bladmossart som beskrevs av Brotherus 1907. Powellia australis ingår i släktet Powellia och familjen Racopilaceae. Inga underarter finns listade i Catalogue of Life.